# Walter Frigyes
Walter Frigyes (Marosludas, 1931. július 13. – Nagybánya, 1996. május 24.) erdélyi magyar grafikus és festő.

## Életútja
Középiskoláit a marosvásárhelyi Képzőművészeti Líceumban végezte, rövid ideig a bukaresti N. Grigorescu Képzőművészeti Főiskola hallgatója volt, majd a kolozsvári Ion Andreescu Képzőművészeti Főiskolán szerzett diplomát (1958) Miklóssy Gábor és Teodor Harşia tanítványaként. Az 1960-as évek elejétől Nagybányán élt, a Bányavidéki Fáklya grafikai szerkesztője volt.

## Munkássága
1958-tól a Zsil-völgyi művésztelepen dolgozott, első kiállítását Temesváron rendezte meg. Később Petrozsényben, Nagybányán, Bukarestben, 1961-ben Bécsben, 1962-ben Havannában, 1968-ban Krakkóban, 1970-ben Łódźban szerepelt kiállításon. Nagybányán alkotta nagy méretű színes fa-, műanyag- és linóleummetszeteit, élete utolsó éveiben pedig visszatért a festészethez.